# アメリカ合衆国国務省国際麻薬・法執行局
アメリカ合衆国国務省国際麻薬・法執行局（こくさいまやく・ほうしっこうきょく、Bureau of International Narcotics and Law Enforcement Affairs）は、国務省の組織。国務次官（政治担当）の管轄下にある。略称はINL。